# Tristan Nitot
Tristan Nitot, né le 19 octobre 1966, est une personnalité française du monde des standards du Web.
Il est le fondateur de l'association Mozilla Europe en 2003. Il a quitté la fondation Mozilla en 2015 et a travaillé chez Cozy puis a rejoint Qwant en juin 2018 jusqu'en mars 2020. Il travaille aujourd'hui chez OCTO Technology (filiale d'Accenture).

## Parcours

### Origines et formation
Fils de Philippe Nitot, gérant de société, et de Nicole Nitot, historienne de l'art, Tristan Nitot est diplômé de SUPINFO et titulaire d'un mastère spécialisé Management Social des Organisations de l'ESCP Europe.

### Carrière
Son intérêt et sa passion pour l’informatique débute dès 1980 après un stage au Centre Mondial de l’Informatique à Paris. Il y découvre les machines Unix, les réseaux informatiques, l’email et le logiciel libre et open source.
Après avoir été manager technique dans une start-up spécialisée dans la sécurité informatique et employé chez PartnerSoft S.A. à Paris, il rejoint Netscape Communications où il occupe divers postes de 1997 à 2003 en tant que responsable marketing jusqu'à la dissolution de l'entreprise par AOL.
Le 23 décembre 2003, il crée et prend la direction de Mozilla Europe, branche européenne de la fondation Mozilla, à titre bénévole. En mai 2005, il devient salarié de Mozilla Europe, où il occupe le poste de responsable marketing. Il est membre du comité consultatif qui a mené à la création de la Mozilla Corporation puis devient président de Mozilla Europe.
En septembre 2006, il fait la conférence d'introduction du cycle de conférences Paris Web.
Tristan Nitot est nommé membre du Conseil national du numérique (CNNum) pour une durée de trois ans en janvier 2013.
Le 3 février 2015, Tristan Nitot annonce son départ de la fondation Mozilla. Il souhaite principalement se consacrer à l'écriture d'un livre dénonçant la surveillance en ligne et le « flicage » des citoyens.
Depuis 2015, il est membre du comité de prospective de la CNIL, comité d’experts qui contribue aux débats sur l’éthique du numérique.
Il rejoint la start-up Cozy en mars 2015 en tant que Chief Product Officer.
Le 3 octobre 2016, son livre surveillance:// sort aux éditions C&F. Il est consacré aux effets et aux mécanismes de la surveillance de masse sur Internet par les entreprises et les États.
Le 4 juin 2018, Qwant annonce l'arrivée de Tristan Nitot dans ses rangs. Il y exerce la fonction de Vice-président Advocacy, un poste orienté vers la communication de l'entreprise.
Le 19 septembre 2019, il est nommé directeur général de Qwant par intérim. Cette nomination fait suite à plusieurs affaires dans lesquelles le prédécesseur de Tristan Nitot à ce poste, François Messager, a été cité. Début janvier 2020, il retrouve son poste de Vice-président Advocacy, puis quitte Qwant le 4 mars 2020.
Après avoir co-fondé la startup Unsearch.io puis rejoint Scaleway en tant que Sustainability Lead, il est aujourd'hui Directeur Associé Communs Numériques et Anthropocène chez OCTO Technologies, ce depuis mars 2023.
Il est le père du journaliste Robin Nitot.

## Ouvrages
- surveillance://, éditions C&F, 3 octobre 2016, préface d’Adrienne Charmet

## Conférences
- Cloud, vie privée et surveillance de masse en juin 2015

## Podcasts
- Depuis février 2021, il anime également l'Octet Vert, un podcast qui parle de climat et de numérique en présence d'une personne invitée.

## Prix et distinctions
- 2009 : le journal anglais T3 comme étant l’une des personnes les plus influentes de l’informatique et d’Internet.
- 2012 : il est nommé « Promoteur de la société numérique 2012 » dans le cadre des prix de la technologie numérique ainsi que listé comme étant l’un des « 100 du numérique en France » par le magazine L'Usine nouvelle.
- 2023 : il est nommé membre d'honneur de la Société Informatique de France.